# Armdrücken

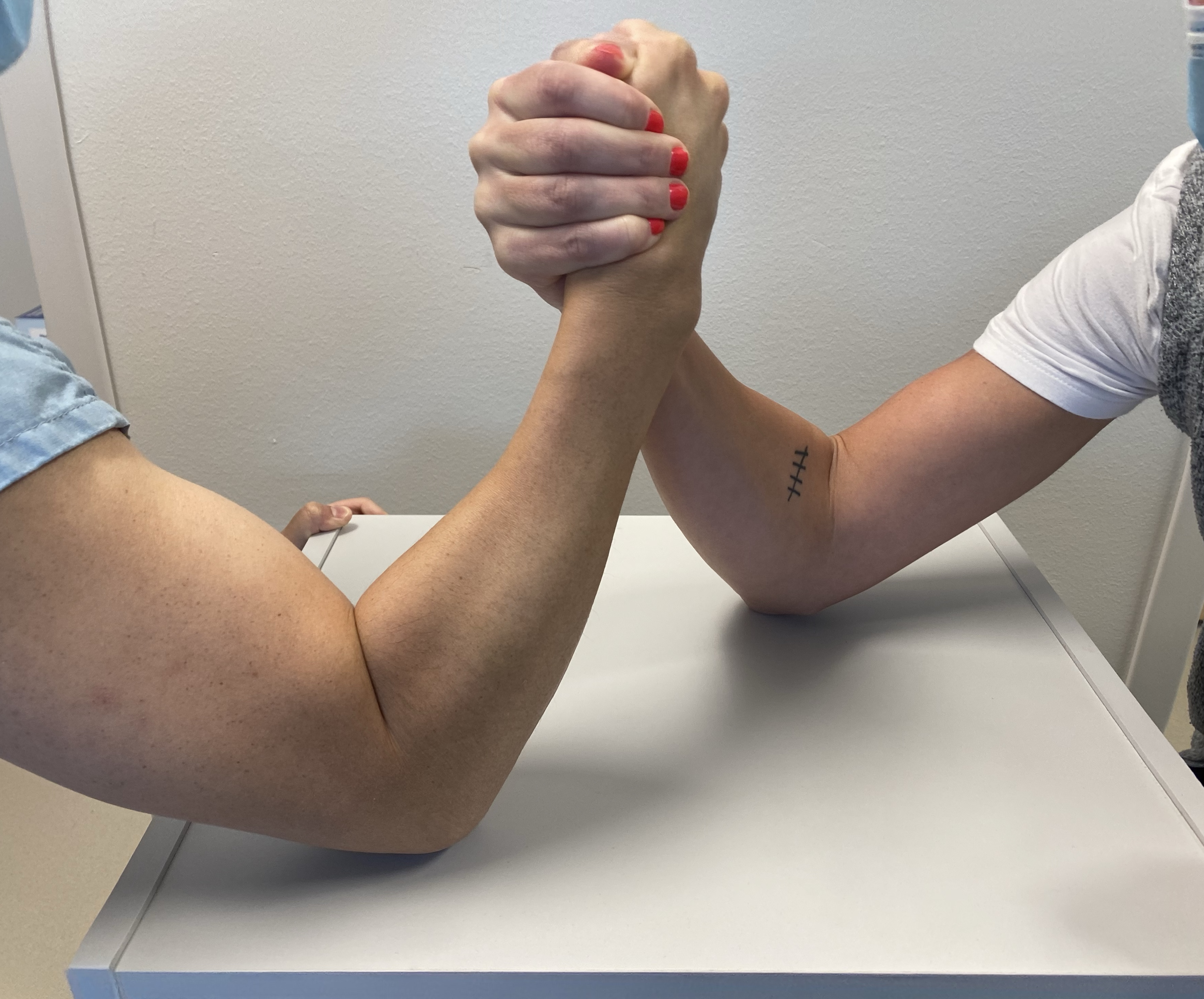
Ausgangsposition beim Armdrücken

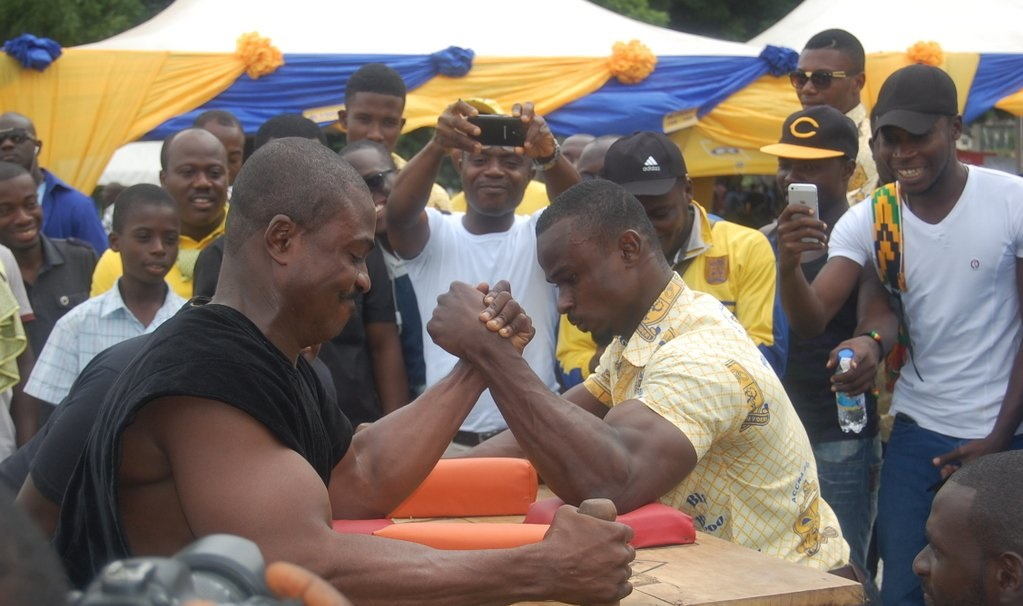
Armdrücken 2017

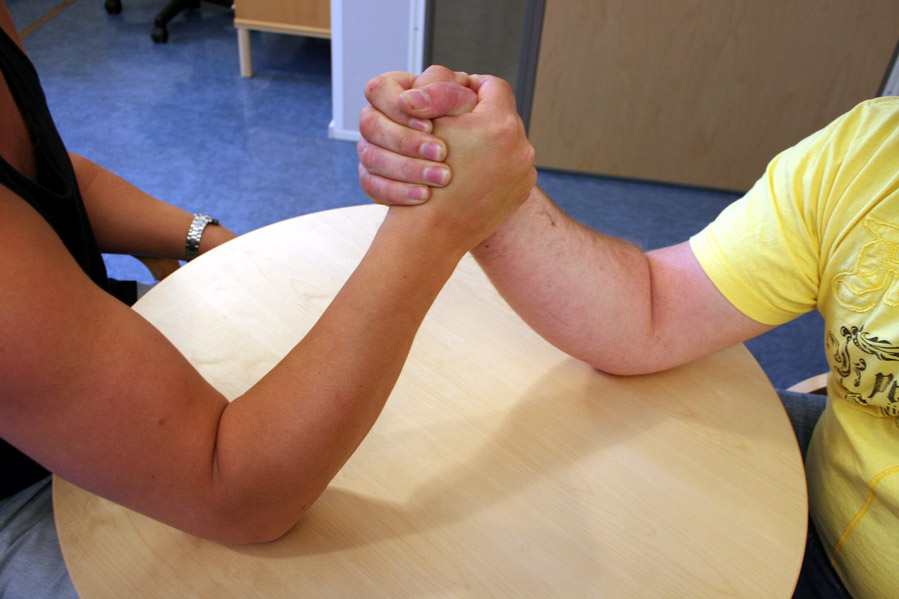
Ausgangsposition beim Armdrücken

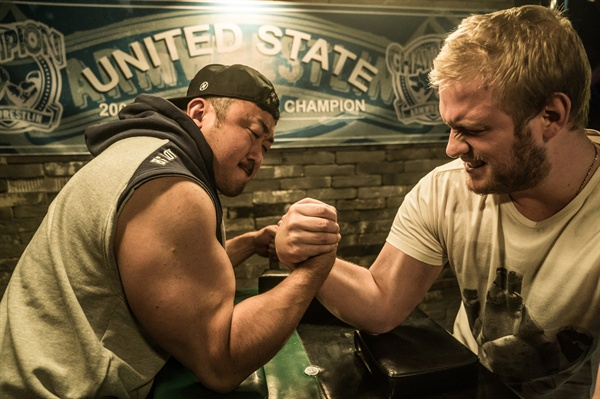
Meisterschaftskampf im Armdrücken USA 2020

Armdrücken, ursprünglich Baumfällen, ist ein zum Zwecke des Kräftemessens betriebenes Gesellschaftsspiel und ein unter Wettkampfregeln ausgeübter Kraftsport. Es ist weltweit an Stammtischen im alpinen Raum, in Militärkreisen oder generell in Kneipen und bei Partys verbreitet. 

## Herkunft
Armdrücken stammt nach den Recherchen der Spielwissenschaftler Warwitz und Rudolf ursprünglich aus der Spieltradition der sehr alten Berufsgruppe der Holzfäller. Getreu ihrem Ruf als „starke Männer“, entwickelten sie eine Reihe von Spielen, bei denen sie untereinander, aber auch bei öffentlichen Festen, eine Rangfolge der Stärksten untereinander auskämpften. Dazu gehörte neben dem beliebten Fingerhakeln auch das ‚Armdrücken’, dem sie, ihrem Handwerk entsprechend, bildlich/metaphorisch die Bezeichnung „Baumfällen“ gaben. Unter der Bezeichnung ‚Armwrestling’ avancierte das Spiel in neuerer Zeit zu einem international anerkannten und unter kodifizierten Regeln betriebenem Wettkampfsport, der bis zum Niveau von Weltmeisterschaften ausgetragen wird.

## Regeln
Dabei sitzen oder stehen sich zwei Kontrahenten an einem Tisch gegenüber. Beide setzen den Ellbogen eines Arms auf den Tisch, strecken die Hand nach oben und reichen sich die Hand. Auf ein Startkommando hin versuchen beide, den Arm des Gegners auf die Tischplatte zu drücken. Die Ellbogen beider Teilnehmer müssen dabei stets auf dem Tisch liegen bleiben. Sieger ist, wer den Arm des Gegners so weit niederdrückt, dass dessen Handrücken die Tischplatte berührt.

## Armwrestling
Armdrücken, als Wettkampfsport Armwrestling genannt, machte Mitte der 80er Jahre vor allem in den Vereinigten Staaten auf sich aufmerksam. Verantwortlich hierfür war der Hollywood-Film Over the Top mit Sylvester Stallone, in welchem auch der ehemalige Weltmeister im Armdrücken, Rick Zumwalt, mitspielte.
Das auch in Deutschland sogenannte Armwrestling (englisch für Armdrücken, wörtlich Armringen) ist ein Versuch, das Armdrücken in eine geregelte, Wettkampf-kompatible Form zu bringen.
Bei diesem Sport ist jedoch nicht allein die Kraft der Kontrahenten ausschlaggebend, sondern auch die Technik.

## Gefahren

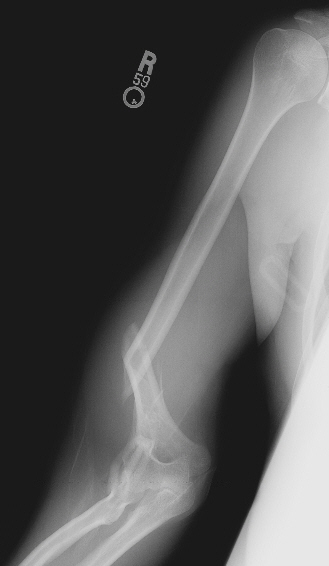
Typische Fraktur des Oberarmknochens, verursacht durch Armdrücken

Armdrücken stellt, eine entsprechend kräftige Muskulatur vorausgesetzt, ein Risiko für Sehnen und Knochen dar, da diese der unüblichen Belastung gelegentlich nicht gewachsen sind und reißen bzw. brechen können. Durch die extrem hohen Kräfte, die beim Armdrücken entstehen können und durch die Belastung der Arme während einer Rotationsbewegung, besteht die Gefahr von komplizierten Splitter- oder Trümmerbrüchen, einhergehend mit vorübergehenden oder dauerhaften Nervenschäden.
Zudem besteht bei noch nicht gänzlich ausgebildeten Knochen die Gefahr, dass man sich die Wachstumsfuge verletzt.

## Ähnliche Sportarten
- Fingerhakeln